# Sansetsukon
Sansetsukon je eno od orožij, ki se ga uporablja pri borilni veščini kobudo. Sestavljen je iz treh 70 cm dolgih palic (bambus ali hrast), ki so skupaj povezane z verigo oziroma vrvjo. Nekateri mu tudi pravijo »starješi brat« nanchakov.
Legenda pa pravi, da je izumitelj tega orožja bil general Jin Hong Yan, prvi cesar Song dinastije (960-1279). 

## Kate pri kobudu z orožjem sansetsukon
- Sansetsukon dai ichi
- Sansetsukon dai ni
- Hakuho